# Persecució

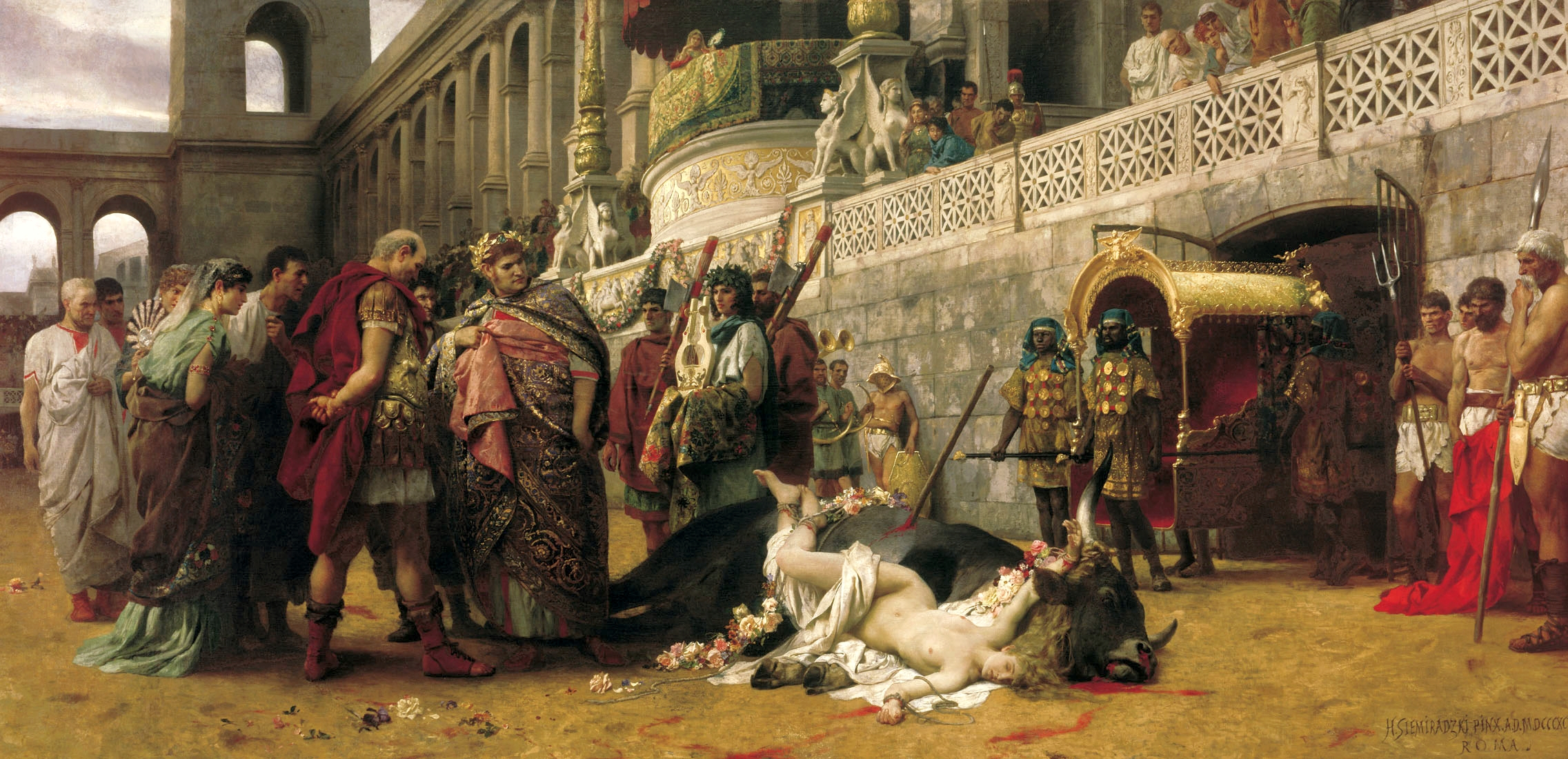
Recreació del mite de Dirce (la pintura de Henryk Siemiradzki (1897) Una dona cristiana martiritzada per Neró, Museu Nacional de Varsòvia

Persecució és el conjunt d'accions repressives o maltractament, persistents, realitzades per un individu o més comunament un grup específic, sobre un altre grup o sobre un individu, del qual es diferencia per la manera de pensar o per determinades característiques físiques, religioses, culturals, polítiques, ètniques o altres. També s'inclou la persecució d'espècies no humanes (com els predadors). No obstant això s'aplica més sovint a persecució entre éssers humans. Naixent sovint la persecució del prejudici. Les formes més comunes són la persecució religiosa, persecució ètnica i persecució política, encara que hi ha certa superposició entre aquests termes.
Una definició del que cal entendre com persecució s'indica en l'Estatut de Roma de la Cort Penal Internacional (17 de juliol 1998) que indica a l'article 7, referint-se als delictes de lesa humanitat, el que és persecució: " s'entendrà com la privació intencional i greu de drets fonamentals que violi el dret internacional, per raó de la identitat d'un grup o col·lectivitat"

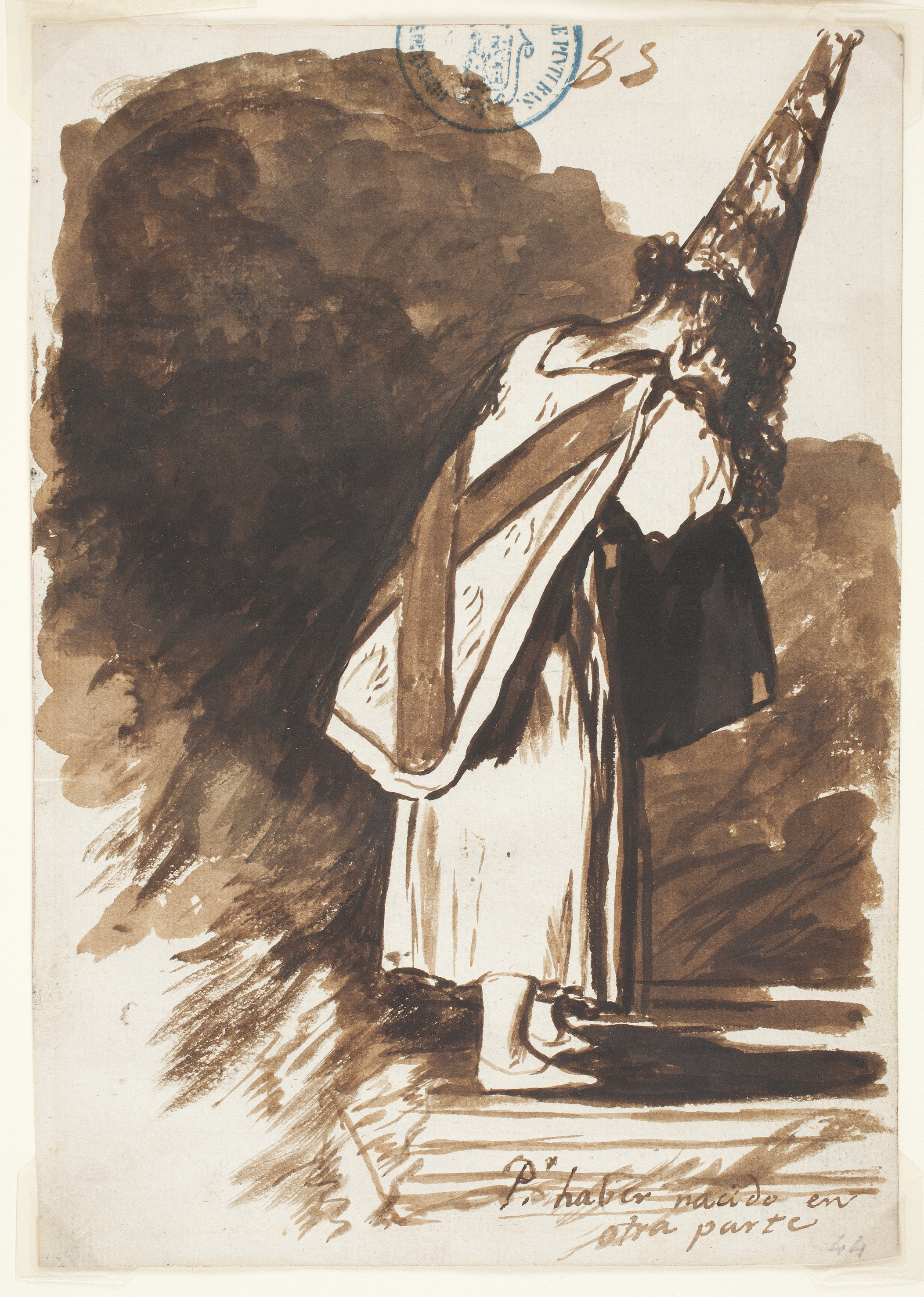
Dibuix de Goya d'un reu amb la llufa

El més comú consisteix en l'opressió d'un grup minoritari per part d'una majoria, ja que l'invers és menys freqüent. Va des de la tolerància social (és diferent tolerància de llibertat) o ignorar-en determinats marcs, fins a la integració forçada, el segrest de les dones i nens, l'assassinat, el genocidi i l'extinció. Sol anar acompanyat de la destrucció o l'espoli dels seus béns (cases, botigues, centres religiosos, etc.). El terme ha estat usat històricament per denotar actes de violència indiscriminada, siguin espontanis o premeditats. La persecució entre éssers humans va molt més enllà d'estar dirigida a grups religiosos, ètnics o polítics. Qualsevol diferència identificable en aparença o comportament pot servir de base a la persecució, com ser homosexual, esquerrà, o utilitzar drogues. L'únic tret comú entre aquesta llista d'excuses, és la percepció de l'individu o grup com diferent. A causa d'això, es considera que "perseguir" és l'expressió d'un tret general del comportament social, potser relacionat amb el tribalisme, que cerca imposar o reforçar la conformitat.
La persecució no és reconeguda com a tal pels perseguidors, només per les seves víctimes o per observadors externs. Els perseguidors no senten que hi hagi res dolent en les seves accions o el racionalitzen com d'escassa importància o temporal si ho comparen a la fi que busquen, contrarestar el que consideren una major i més seriosa amenaça, "El fi justifica els mitjans" en els seus actes. Com en altres comportaments d'agressor i víctima, l'agressor culpa a la víctima de l'agressió. La justificació més comuna és que busquen protegir a si mateixos, les seves famílies i la societat del que ells perceben com perillosa influència del grup perseguit.
El 1951 l'Organització de les Nacions Unides defineix al refugiat com la persona que:
| « | "Tenint un temor ben fundat de ser perseguit per raons de raça, religió, nacionalitat, pertinença a un grup social particular, o opinió política, està fora del seu país, de la seva nacionalitat i està inhabilitat o, a causa d'aquesta por, no vol col·locar-se en la protecció d'aquest país." | » |

## Organitzacions contra la persecució

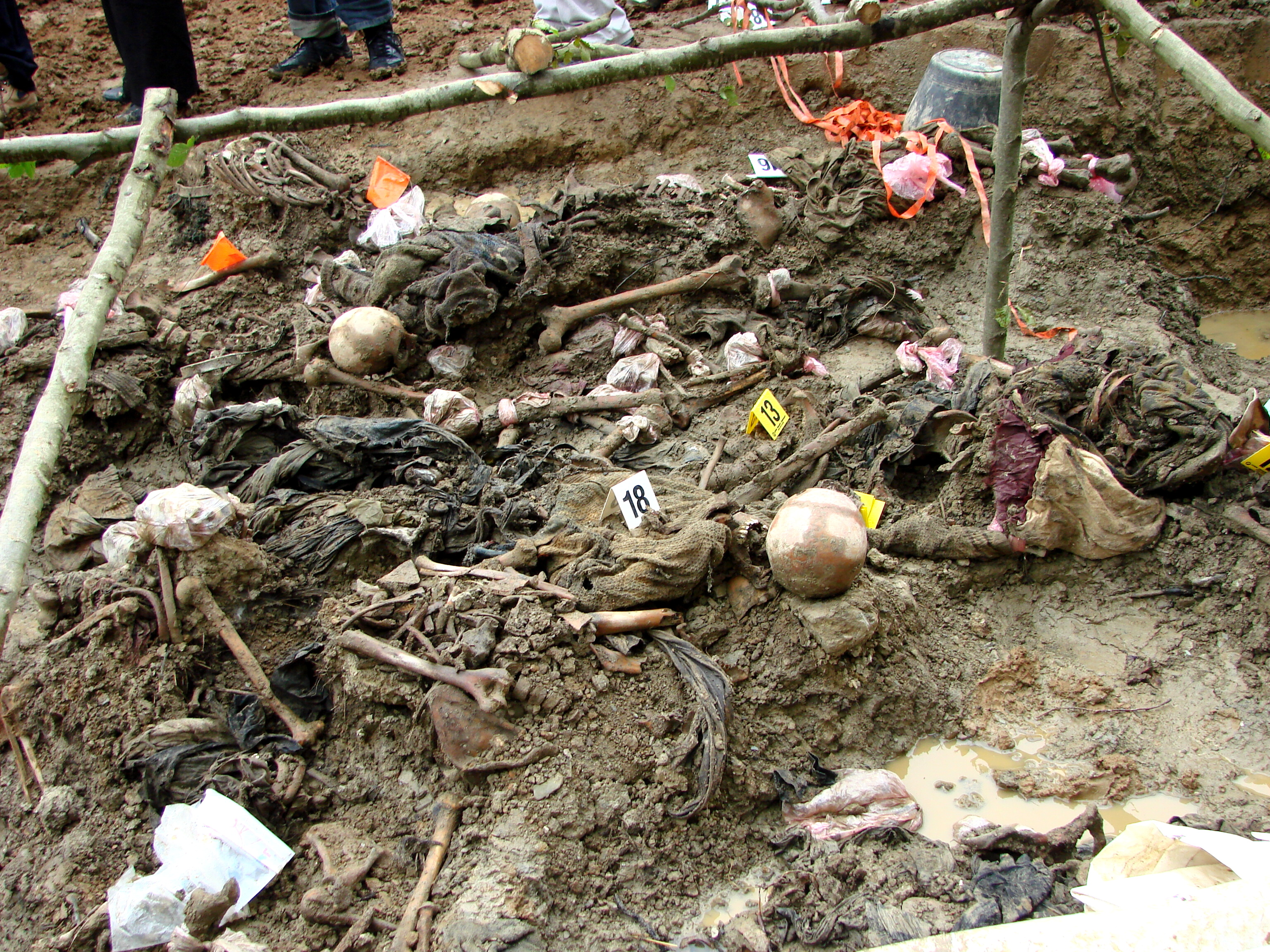
Fossa comuna a Srebrenica

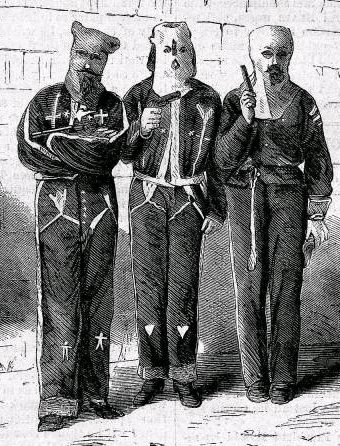
Ku Klux Klan, una de les nombroses associacions perseguidores de minories. Tres membres del Ku Klux Klan arrestats a Mississipi, el setembre de 1871, per l'intent d'homicidi d'una família.

A partir del segle xix van sorgir organitzacions solidàries contra les persecucions destacant les següents:
- Lliga dels Drets Humans, una de les organitzacions no governamentals pionera en la defensa dels drets humans, va ser creada el 1898, per iniciativa de Ludovic Trarieux, per defensar les llibertats humanes amenaçades per les decisions preses pel poder executiu o pel poder judicial. La Lliga va realitzar actes de protesta contra la guerra de Corea, contra la intervenció militar de la Unió Soviètica a Hongria el 1956, etc. La Lliga s'oposava a la discriminació racial, al clericalisme i al militarisme i desenvolupar una política de defensa dels drets humans basada en tres principis: Laïcisme: Separació església-estat, llibertat d'ensenyament públic, negativa a subvencionar l'ensenyament privat...; Democràcia política: concessió de vot a les dones, llibertat de premsa…; i Pacifisme: organització Internacional de la pau.
- Lliga Internacional Femenina per a la pau i la llibertat, amb seu a Anglaterra, el 5è Congrés celebrat a Dublín el 1927, establia la necessitat de defensa de les minories dins dels estats.
- Amnistia Internacional. El seu nom originari és "crida per a l'Amnistia". El 1963 agafa el seu nom actual i el 1968 redacta el seu primer estatut constitucional. Els objectius, estructura i mètodes no han variat des de la seva fundació. El 28 maig 1961 l'advocat anglès Peter Benenson escrivia en el britànic diari "The Observer" un article titulat "els presoners oblidats"[2] en què es lamentava de la situació dels que per les seves opinions religioses, polítiques o d'altre tipus eren torturats, empresonats o executats i proposava a través del "crida per a l'Amnistia" una acció conjunta internacional sobre la base de les següents quatre punts: Treballar per obtenir l'alliberament dels que es troben empresonats per raó de les seves opinions, Procurar per a ells un judici públic i just, Ampliar el dret d'asil i ajudar els refugiats polítics a trobar feina, i Organitzar un sistema internacional efectiu que serveixi per garantir la llibertat d'opinió.
- Comissió Internacional de Juristes, fundada el 1952 i amb seu a Ginebra.[3]

A Espanya organitzacions no governamentals importants per a la defensa dels drets humans, entre d'altres, són l'Institut d'Estudis Polítics per a Amèrica Llatina i Àfrica (IEPALA), el Moviment d'Objecció de Consciència (MOC), l'Oficina del Defensor del Soldat i l'Associació Pro Drets Humans d'Espanya (APDHE).